# Upington
Upington es una ciudad fundada en 1871 y ubicado en la provincia Septentrional del Cabo de Sudáfrica, en las márgenes del río Orange. Su población actual está estimada en 72.198 habitantes. La ciudad fue fundada en 1884 y llamada así por Sir Thomas Upington, el ministro de Justicia del Cabo. Originariamente fue una misión establecida en 1875 y puesta en funcionamiento por el Reverendo Schröder. La misión ahora alberga al museo de ciudad, conocido como el Museo Kalahari Orange. El museo es también alberga la famosa estatua del burro, que reconoce la enorme contribución que hizo este animal al desarrollo de la región durante los días pioneros del siglo XIX.

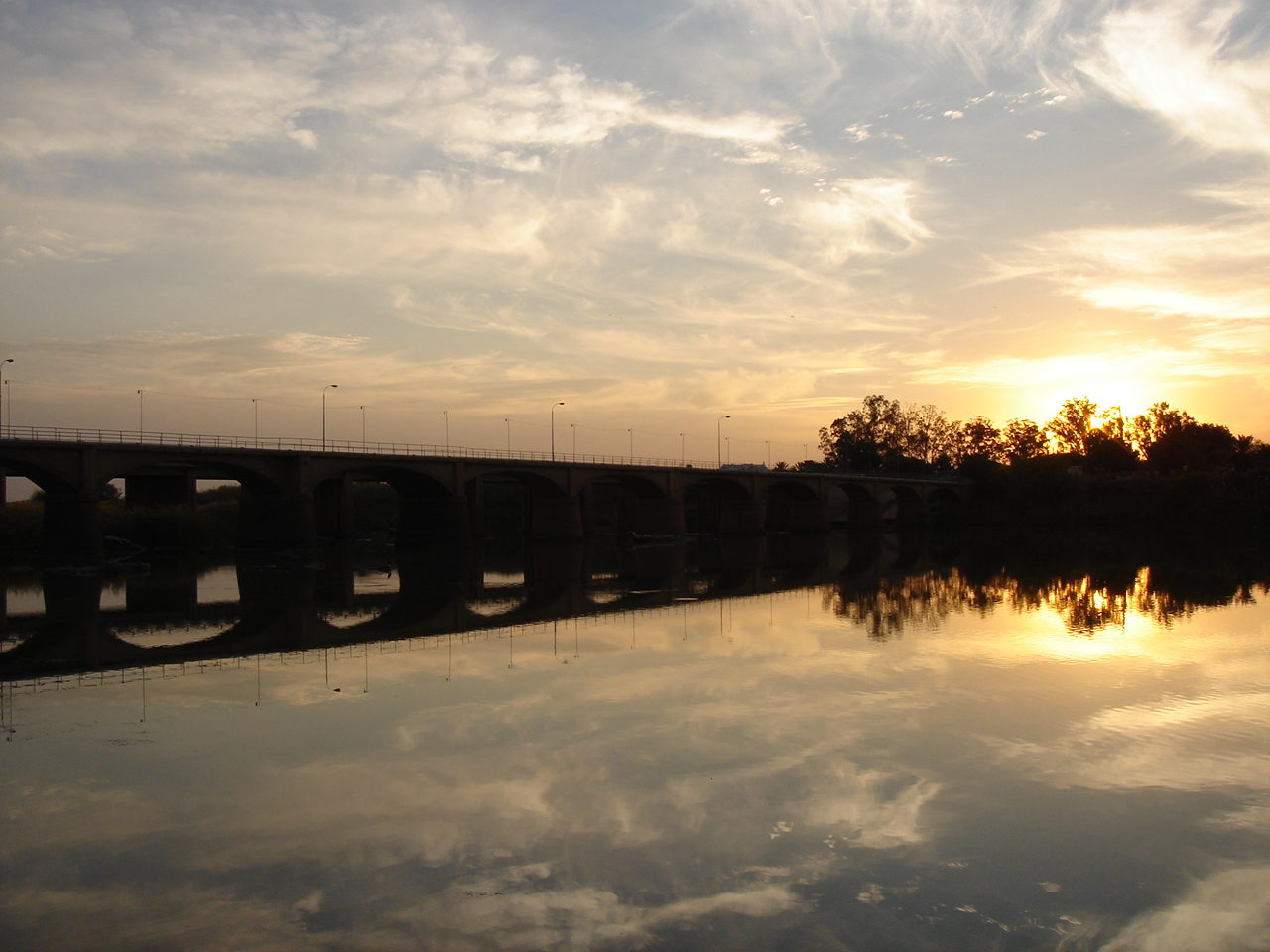
Upington desde el aire

La elevación de Upington es 835 metros (2742 pies) y sus coordenadas son 28°27′S 21°14′E. Es el centro más cercano a las cataratas Augrabies, posiblemente la reina de las cascadas sudafricanas. El paisaje es muy árido pero el suelo es fértil y los cultivos como frutas son cultivadas en campos irrigados. El área es bien conocida por sus uvas de calidad de exportación, pasas y vinos, que son cultivados en las ricas llanuras bañadas por el río Orange.

## Geografía y clima
| Parámetros climáticos promedio de Upington (1961−1990, extremos 1951–1990) | Parámetros climáticos promedio de Upington (1961−1990, extremos 1951–1990) | Parámetros climáticos promedio de Upington (1961−1990, extremos 1951–1990) | Parámetros climáticos promedio de Upington (1961−1990, extremos 1951–1990) | Parámetros climáticos promedio de Upington (1961−1990, extremos 1951–1990) | Parámetros climáticos promedio de Upington (1961−1990, extremos 1951–1990) | Parámetros climáticos promedio de Upington (1961−1990, extremos 1951–1990) | Parámetros climáticos promedio de Upington (1961−1990, extremos 1951–1990) | Parámetros climáticos promedio de Upington (1961−1990, extremos 1951–1990) | Parámetros climáticos promedio de Upington (1961−1990, extremos 1951–1990) | Parámetros climáticos promedio de Upington (1961−1990, extremos 1951–1990) | Parámetros climáticos promedio de Upington (1961−1990, extremos 1951–1990) | Parámetros climáticos promedio de Upington (1961−1990, extremos 1951–1990) | Parámetros climáticos promedio de Upington (1961−1990, extremos 1951–1990) |
| Mes                                                                        | Ene.                                                                       | Feb.                                                                       | Mar.                                                                       | Abr.                                                                       | May.                                                                       | Jun.                                                                       | Jul.                                                                       | Ago.                                                                       | Sep.                                                                       | Oct.                                                                       | Nov.                                                                       | Dic.                                                                       | Anual                                                                      |
| -------------------------------------------------------------------------- | -------------------------------------------------------------------------- | -------------------------------------------------------------------------- | -------------------------------------------------------------------------- | -------------------------------------------------------------------------- | -------------------------------------------------------------------------- | -------------------------------------------------------------------------- | -------------------------------------------------------------------------- | -------------------------------------------------------------------------- | -------------------------------------------------------------------------- | -------------------------------------------------------------------------- | -------------------------------------------------------------------------- | -------------------------------------------------------------------------- | -------------------------------------------------------------------------- |
| Temp. máx. abs. (°C)                                                       | 42.3                                                                       | 42.3                                                                       | 40.7                                                                       | 38.1                                                                       | 33.7                                                                       | 30.4                                                                       | 29.5                                                                       | 33.6                                                                       | 39.3                                                                       | 40.5                                                                       | 42.0                                                                       | 43.0                                                                       | 43.0                                                                       |
| Temp. máx. media (°C)                                                      | 35.5                                                                       | 34.4                                                                       | 32.1                                                                       | 27.8                                                                       | 24.0                                                                       | 20.5                                                                       | 20.8                                                                       | 22.9                                                                       | 26.8                                                                       | 29.6                                                                       | 32.7                                                                       | 34.7                                                                       | 28.5                                                                       |
| Temp. media (°C)                                                           | 27.8                                                                       | 26.9                                                                       | 24.7                                                                       | 20.2                                                                       | 15.7                                                                       | 12.1                                                                       | 11.9                                                                       | 14.0                                                                       | 18.1                                                                       | 21.4                                                                       | 24.7                                                                       | 26.9                                                                       | 20.4                                                                       |
| Temp. mín. media (°C)                                                      | 19.8                                                                       | 19.5                                                                       | 17.8                                                                       | 13.3                                                                       | 8.3                                                                        | 4.8                                                                        | 4.1                                                                        | 5.6                                                                        | 9.4                                                                        | 12.9                                                                       | 16.3                                                                       | 18.6                                                                       | 12.5                                                                       |
| Temp. mín. abs. (°C)                                                       | 6.7                                                                        | 7.6                                                                        | 4.7                                                                        | -1.7                                                                       | -5.2                                                                       | -7.9                                                                       | -7.8                                                                       | -7.0                                                                       | -3.5                                                                       | -1.7                                                                       | 4.4                                                                        | 5.7                                                                        | -7.9                                                                       |
| Precipitación total (mm)                                                   | 24                                                                         | 35                                                                         | 37                                                                         | 26                                                                         | 10                                                                         | 4                                                                          | 2                                                                          | 4                                                                          | 4                                                                          | 9                                                                          | 17                                                                         | 17                                                                         | 189                                                                        |
| Días de precipitaciones (≥ 1.0 mm)                                         | 3                                                                          | 4                                                                          | 4                                                                          | 3                                                                          | 1                                                                          | 1                                                                          | 0                                                                          | 1                                                                          | 1                                                                          | 2                                                                          | 2                                                                          | 2                                                                          | 24                                                                         |
| Horas de sol                                                               | 352.9                                                                      | 298.7                                                                      | 297.5                                                                      | 283.5                                                                      | 290.5                                                                      | 270.3                                                                      | 289.8                                                                      | 307.3                                                                      | 300.2                                                                      | 328.9                                                                      | 345.2                                                                      | 367.0                                                                      | 3731.8                                                                     |
| Humedad relativa (%)                                                       | 33                                                                         | 39                                                                         | 44                                                                         | 49                                                                         | 49                                                                         | 50                                                                         | 45                                                                         | 39                                                                         | 35                                                                         | 33                                                                         | 31                                                                         | 30                                                                         | 40                                                                         |
| Fuente n.º 1: NOAA, Deutscher Wetterdienst (extremos)                      |                                                                            |                                                                            |                                                                            |                                                                            |                                                                            |                                                                            |                                                                            |                                                                            |                                                                            |                                                                            |                                                                            |                                                                            |                                                                            |
| Fuente n.º 2: South African Weather Service                                |                                                                            |                                                                            |                                                                            |                                                                            |                                                                            |                                                                            |                                                                            |                                                                            |                                                                            |                                                                            |                                                                            |                                                                            |                                                                            |

| Climograma de Upington | Climograma de Upington | Climograma de Upington | Climograma de Upington | Climograma de Upington | Climograma de Upington | Climograma de Upington | Climograma de Upington | Climograma de Upington | Climograma de Upington | Climograma de Upington | Climograma de Upington |
| --- | ---------------------- | ---------------------- | ---------------------- | ---------------------- | ---------------------- | ---------------------- | ---------------------- | ---------------------- | ---------------------- | ---------------------- | ---------------------- |
| E | F                      | M                      | A                      | M                      | J                      | J                      | A                      | S                      | O                      | N                      | D                      |
| 24 36 20 | 35 34 20               | 37 32 18               | 26 28 13               | 10 24 8                | 4 21 5                 | 2 21 4                 | 4 23 6                 | 4 27 9                 | 9 30 13                | 17 33 16               | 17 35 19               |
| temperaturas en °C • totales de precipitación en mm fuente: SAWS |                        |                        |                        |                        |                        |                        |                        |                        |                        |                        |                        |
| Conversión sistema imperial\| E \| F \| M \| A \| M \| J \| J \| A \| S \| O \| N \| D \| \| 0.9 97 68 \| 1.4 93 68 \| 1.5 90 64 \| 1 82 55 \| 0.4 75 46 \| 0.2 70 41 \| 0.1 70 39 \| 0.2 73 43 \| 0.2 81 48 \| 0.4 86 55 \| 0.7 91 61 \| 0.7 95 66 \| \| temperaturas en °F • totales de precipitación en pulgadas \| \| \| \| \| \| \| \| \| \| \| \| |                        |                        |                        |                        |                        |                        |                        |                        |                        |                        |                        |
| E | F                      | M                      | A                      | M                      | J                      | J                      | A                      | S                      | O                      | N                      | D                      |
| 0.9 97 68 | 1.4 93 68              | 1.5 90 64              | 1 82 55                | 0.4 75 46              | 0.2 70 41              | 0.1 70 39              | 0.2 73 43              | 0.2 81 48              | 0.4 86 55              | 0.7 91 61              | 0.7 95 66              |
| temperaturas en °F • totales de precipitación en pulgadas |                        |                        |                        |                        |                        |                        |                        |                        |                        |                        |                        |

## Industria vitivinícola
Los vinos más famosos de Upington son producidos por una organización conocida como Bodegas del Río Orange (OWC). La organización tiene seis almacenes en el área (todos ellos en las márgenes del río Orange) en Upington, Kanoneiland, Grootdrink, Kakamas, Keimoes y Groblershoop. Los vinos de OWC son exportados, entre otros, a Europa y los EE. UU. La región de Upington registra más o menos el 40% de las exportaciones de uvas de Sudáfrica

## Personalidades de Upington
- Alice Krige, actriz.
- Ruben Cloete – jugador de fútbol.

## Transporte
Upington tiene un moderno aeropuerto y están disponibles vuelos chárter de Walker Flying Services. Los vuelos programados están también disponibles y son proporcionados por SA Airlink (una afiliada de South African Airways).
En la primera mitad del siglo XX había un servicio de tren de pasajeros de Ciudad del Cabo a Upington pero no está claro si este servicio existe todavía. Hasta los años 1950 una línea de trocha estrecha corría desde Upington a Kakamas y Keimoes, dos ciudades cercanas. Los trenes llevaron a pasajeros y carga, siendo esta principalmente frutas secas. La línea fue cerrada hace mucho.

## Hechos de interés
- El Aeropuerto de Upington tiene la pista de aterrizaje más larga en África con 4900 m (16 076 pies).
- Hasta los años 1960, los campeonatos mundiales anuales de planeadores fueron efectuados en el aeropuerto.
- El aeropuerto sigue siendo muy popular entre los "turistas aéreos" que vuelan aviones ligeros, porque el tiempo es muy estable.
- Die Eiland Holiday Resort en Upington tiene una de las avenidas de palmeras más largas y espesas en el hemisferio del sur. La avenida de más de 200 palmeras datileras, plantadas en 1935, es de 1041 m de largo.
- Upington tiene el segundo puente de ferrocarril más largo en África del Sur (1067 metros).